# Ганс фон Лірес
Ганс Гільмар Фердинанд Отто фон Лірес унд Вількау (нім. Hans Hilmar Ferdinand Otto von Lieres und Wilkau; 25 травня 1938, ферма Сансусі, Сомерсет-Вест, Південно-Африканський Союз — 28 листопада 1965, Альбервіль, Демократична Республіка Конго) — південноафриканський найманець.

## Біографія
Представник знатного сілезького роду. Один з шістьох дітей і старший син Ганса-Генріха фон Ліреса унд Вількау-Гольковіц і його другої дружини Юліани, уродженої Тайзен. Мав двох єдинокровних братів від першого шлюбу батька. Ганс-Генріх емігрував в Південну Африку в 1925 році, де разом з першою дружиною, дочкою фабриканта Елізабет Нестлер, заснував ферму Сансусі.
У вересні 1964 року, під час повстання Сімба, вступив в 57-му команду, взвод 5-ї команди найманців Майка Гоара. 24 листопада 1964 року був поранений в ногу і голову під час наступу на Кісангані. Лірес був доставлений в Йоганнесбург, де з його голови витягли кулю. З січня 1965 року — вербувальник в Йоганнесбурзі. В наступному місяці повернувся в 5-ту команду. Гоар підвищив Ліреса до лейтенанта і призначив командиром 52-ї команди, половина бійців якої були колишніми службовцями бундесверу. 25 березня команда Ліреса разом з 55-ю командою потрапили в засідку під час атаки на село Вава біля кордону з Угандою. Лірес був важко поранений (роздроблене передпліччя і розірвана артерія) й знову евакуйований в Йоганнсебург. В серпні повернувся в 5-ту команду і очолив загін з 20 німців. 27 вересня взяв участь в десантній операції на озері Танганьїка, під час якої висадився на пляжі з першою хвилею найманців. В листопаді Лірес звільнився у відставку і хотів повернутися в Південну Африку, проте за день до запланованого від'їзду загинув в автокатастрофі, коли його джип зіткнувся з припаркованою вантажівкою. Похований в сімейній могилі у Фанрейнсдорпі.